# Ліберо (футбол)

Тактична схема 5-3-2 із позицією свіпера.

Ліберо (від італ. libero, вільний) — захисники, що не мають чіткого місця на полі, натомість вільно переміщуються полем та граючи «на підстраховці». Інша розповсюджена назва цих захисників — свіпери (від англ. sweep, зачищати).
Такі захисники не мають певного місця на полі. Їх завдання — передбачати помилки партнерів і виправляти їх огріхи. Він не грає проти певних гравців команди-суперника. Цю роль беруть на себе інші оборонці, а він грає на підстраховці.
Як правило, свіпер активно відбирає м'яч і починає атаку своєї команди. Найчастіше ліберо просто виносить м'яч на чужу половину поля. Однак вільний захисник повинен вміти організувати ефективний вихід з оборони в атаку.
З розвитком футболу позиція свіпера практично втратила свою актуальність. Сьогодні ніхто не грає з класичними вільними захисниками. Функції «чистильника», як правило, покладаються на досвідченого центрбека, який страхує своїх партнерів. Гра ліберо дуже важлива і відповідальна, оскільки його помилка більш фатальна, ніж помилка іншого захисника. Все тому, що він грає на підстраховці і повинен робити це дуже якісно. На позицію ліберо рідко ставлять молодих захисників, позаяк для хорошої гри потрібен певний запас впевненості і хороший футбольний досвід.
Тактика з вільним захисником досягла свого розквіту у 60-х роках XX століття. Особливо в цьому досягли успіху італійці, які стали творцями катеначо (тактика, заснована на ефективній грі в захисті). Одним з найвідоміших свіперів є Франц Беккенбауер. На цій позиції знаменитий німець творив футбольні дива, цементуючи оборону своєї команди.